# Brice Mackaya
Brice Mackaya (1968. július 23. –) egykori gaboni válogatott labdarúgó.

## Góljai a gaboni válogatottban
| #  | Dátum              | Ellenfél     | Eredmény         | Kiírás                              | Esemény            |
| -- | ------------------ | ------------ | ---------------- | ----------------------------------- | ------------------ |
| 1. | 1994. november 13. | Mauritius    | 3 – 0            | Afrikai nemzetek kupája selejtező   | 90 (11-esből)'     |
| 2. | 1995. június 4.    | Mauritius    | 3 – 0            | Afrikai nemzetek kupája selejtező   | 42'                |
| 3. | 1995. november 26. | Kamerun      | 1 – 2            | barátságos mérkőzés                 | (11-esből)'        |
| 4. | 1995. november 30. | Algéria      | 2 – 1            | barátságos mérkőzés                 | 48 (11-esből)'     |
| 5. | 1995. december 22. | Burkina Faso | 5 – 2            | barátságos mérkőzés                 | 79'                |
| 6. | 1996. január 19.   | Zaire        | 2 – 0            | Afrikai nemzetek kupája-csoportkör  | 21 (11-esből)' 79' |
| 7. | 1996. január 28.   | Tunézia      | 1 – 1 (t.e.:1-4) | Afrikai nemzetek kupája-negyeddöntő | 16'                |
| 8. | 1996. június 16.   | Szváziföld   | 2 – 0            | Vb-selejtező                        | 28'                |

## Fordítás
- Ez a szócikk részben vagy egészben  a   Brice Mackaya című francia Wikipédia-szócikk fordításán alapul.  Az eredeti cikk szerkesztőit annak laptörténete sorolja fel. Ez a jelzés csupán a megfogalmazás eredetét és a szerzői jogokat jelzi, nem szolgál a cikkben szereplő információk forrásmegjelöléseként.